# 보건소
보건소(保健所, public health center 또는 community health center)는 지역 주민의 건강과 질병관리, 보건위생을 지원하는 공공 기관의 하나이며, 지역 보건법에 따라 설치된다.

## 업무
- 전염병 및 질병의 예방관리
- 보건통계 및 보건의료정보 관리
- 지역보건의 기획 및 평가
- 보건교육
- 영양의 개선 식품위생 및 공중위생
- 학교보건에 대한 협조
- 구강보건, 정신보건, 노인보건 및 장애인의 재활
- 모자보건 및 가족계획
- 보건지소, 보건진료소의 직원 및 업무에 대한 지도 감독
- 의약에 대한 지도
- 기타의료사업 및 국민보건의 향상, 증진
- 보건증 등 보건과 관련된 서류 발급